# Верхний Церквинский
Верхний Церквинский — посёлок в Тонкинском районе Нижегородской области. Входит в состав Пакалевского сельсовета.

## География
Посёлок находится на берегу реки Церква, на расстоянии примерно 24 км (по прямой) на запад от посёлка Тонкино, административного центра района.

## Население
| 2002 | 2010 |
| ---- | ---- |
| 1    | ↘0   |

### Национальный состав
Согласно результатам переписи 2002 года, в посёлке проживал один житель русской национальности.